# Fladenia
Fladenia är ett släkte av kräftdjur som beskrevs av Gee och Rony Huys 1990. Fladenia ingår i familjen Danielsseniidae.
Släktet innehåller bara arten Fladenia robusta.